# V778 Cassiopeiae
V778 Cassiopeiae (HD 236915) és un estel a la constel·lació de Cassiopea de magnitud aparent +8,38. És un estel molt llunyà de qui la paral·laxi mesurada per Hipparcos (0,88 ± 0,88 mil·lisegons d'arc) no és fiable. Un estudi corregeix la dita paral·laxi a 1,232 mil·lisegons d'arc, situant a V778 Cassiopeiae a una distància aproximada de 812 parsecs (2.650 anys llum) del sistema solar. Se la considera membre de les Associació estel·lar Cas OB8.
V778 Cassiopeiae és una supergegant vermella de tipus M2I. Té una temperatura efectiva de 3450 K i una lluminositat bolomètrica —en totes les longituds d'ona— entre 3.025 i 28.000 vegades superior a la lluminositat solar, la discrepància de valors és conseqüència de la incertesa en la distància. El se radi és 420 vegades més gran que el diàmetre solar, cosa que equival a 1,95 UA; si estigués al centre del nostre Sistema Solar, la seva superfície s'estendria més enllà de l'òrbita de Mart.Malgrat la seva gran grandària, la seva massa és de 2,5 masses solars.
V778 Cassiopeiae és una variable semiregular de tipus SRC. Aquestes variables són supergegants de tipus espectral tardà els períodes d'oscil·lació dels quals van des de trenta fins a varis milers de dies; μ Cephei és la representant més coneguda del grup. La variació de lluentor de V778 Cassiopeiae és de 0,17 magnituds però no es coneix el seu període.